# Abdus Salam Pintu
Abdus Salam Pintu est un homme politique bangladais. Il est membre du Parti nationaliste du Bangladesh et ancien vice-ministre de l'Éducation. En 2018, il a été condamné à mort pour son implication dans l'attentat à la grenade de 2004 à Dacca.

## Carrière
Pintu a occupé le poste de ministre adjoint de l'éducation de 2001 à 2003. Il a ensuite occupé le poste de ministre adjoint de l'Industrie de 2003 à 2006,.
Pintu a été nommé vice-président du comité exécutif du BNP en 2016, alors qu'il était en prison.

## Attaque à la grenade de Dacca
En janvier 2008, Pintu a été arrêté pour son implication dans l'attentat à la grenade de 2004 à Dacca. 
En 2007, après l'entrée en fonction du gouvernement soutenu par l'armée, de nombreux dirigeants du BNP et de la Ligue Awami ont été arrêtés par les agences gouvernementales et une nouvelle enquête a été ouverte sur cette affaire. Près d'un an plus tard, en novembre 2007, Mufti Hannan (en), un dirigeant militant de Gopalganj qui avait été arrêté par le gouvernement dirigé par le BNP en 2005, a révélé que l'attentat avait été perpétré par l'organisation militante Harkat-ul-Jihad-al-Islami dont il était un dirigeant. Il a également admis avoir reçu le soutien de Maulana Tazuddin, frère du leader du BNP et ancien vice-ministre Pintu, pour coordonner l'attaque. D'après sa déclaration, Pintu avait connaissance de l'attentat.
En 2001, Mufti Hannan a fait une nouvelle confession impliquant de nombreux grands noms, principalement des dirigeants du BNP et d'anciens responsables du gouvernement, dont le fils de la leader de l'opposition et ancienne première ministre Khaleda Zia, Tarique Rahman, l'ancien vice-ministre Abdus Salam Pintu, l'ancien député Kazi Shah Mofazzal Hossain Kaikobad (en) et certains fonctionnaires du ministère de l'Intérieur, de la police, de la Direction générale du renseignement des forces (DGFI), du renseignement de sécurité nationale (en) (NSI) et du bureau du Premier ministre (PMO) impliqués dans la planification de l'attentat. Dans sa déclaration, le Mufti Hannan a affirmé que l'attentat visait à détruire les hauts dirigeants de la Ligue Awami, dont Sheikh Hasina, et le dirigeant du BNP, Tarique Rahman, ainsi que le dirigeant du Jamaat, Ali Ahsan Mohammad Mujahid (en). Le ministre de l'Intérieur de l'époque, Lutfozzaman Babar, leur a assuré le soutien du gouvernement,.